# میگوئلی برناردو
میگوئلی برناردو (میگوئلی) (به اسپانیایی: Miguel Bernardo (Migueli)) بازیکن فوتبال اهل اسپانیا است که از سال ۱۹۷۴ تا ۱۹۸۰ میلادی عضو تیم ملی فوتبال اسپانیا بوده و در ۳۲ بازی ملی حضور داشته‌است. او در بازی‌های ملی‌اش ۱ گل به ثمر رساند.